# Necydalis mellita
Necydalis mellita es una especie de escarabajo longicornio del género Necydalis, tribu Necydalini, subfamilia Necydalinae. Fue descrita científicamente por Say en 1835.

## Descripción
Mide 12-22 milímetros de longitud.

## Distribución
Se distribuye por Canadá y Estados Unidos.